# Grote Kerkhof
Het Grote Kerkhof is een plein in de Nederlandse stad Deventer in Overijssel. Aan het plein bevinden zich onder meer de Grote of Lebuinuskerk en het Stadhuis van Deventer.

## Locatie en betekenis

### Context
Het huidige plein ligt op een strategische plek waar van oorsprong de belangrijkste weg van Deventer liep, die verder voerde door de huidige Lange Bisschopstraat. Op de hoek met de Polstraat zou Lebuinus in de 8e eeuw de voorloper van de huidige Lebuinuskerk hebben gesticht, waarmee de plek het kerkelijk centrum van Deventer werd. De kerk kwam onder het Bisdom Utrecht te vallen, waarna verschillende bisschoppen in de naastgelegen Bisschophof resideerden toen het in Utrecht onveilig was. Bisschop Balderik liet in de 10e eeuw de toen vervallen kerk vervangen.
Het kerkhof ligt slechts een straat verwijderd van de IJssel. Aan de IJsselzijde bevond zich de Duinpoort, waar vlakbij rond 1600 de schipbrug de verbinding met de overzijde van de IJssel vormde. Met enige regelmaat kwam bij overstromingen van de IJssel het Grote Kerkhof onder water te staan. In 1658 stond het water niet alleen op het volledige kerkhof, maar ook op de Brink. In 1813, tijdens het Beleg van Deventer (1813-1814), overstroomde het gedeelte voor de Latijnse School en op de hoek bij de Duinpoort. Ook in 1926 kwam het kerkhof onder water te staan.

### Kerkelijk centrum

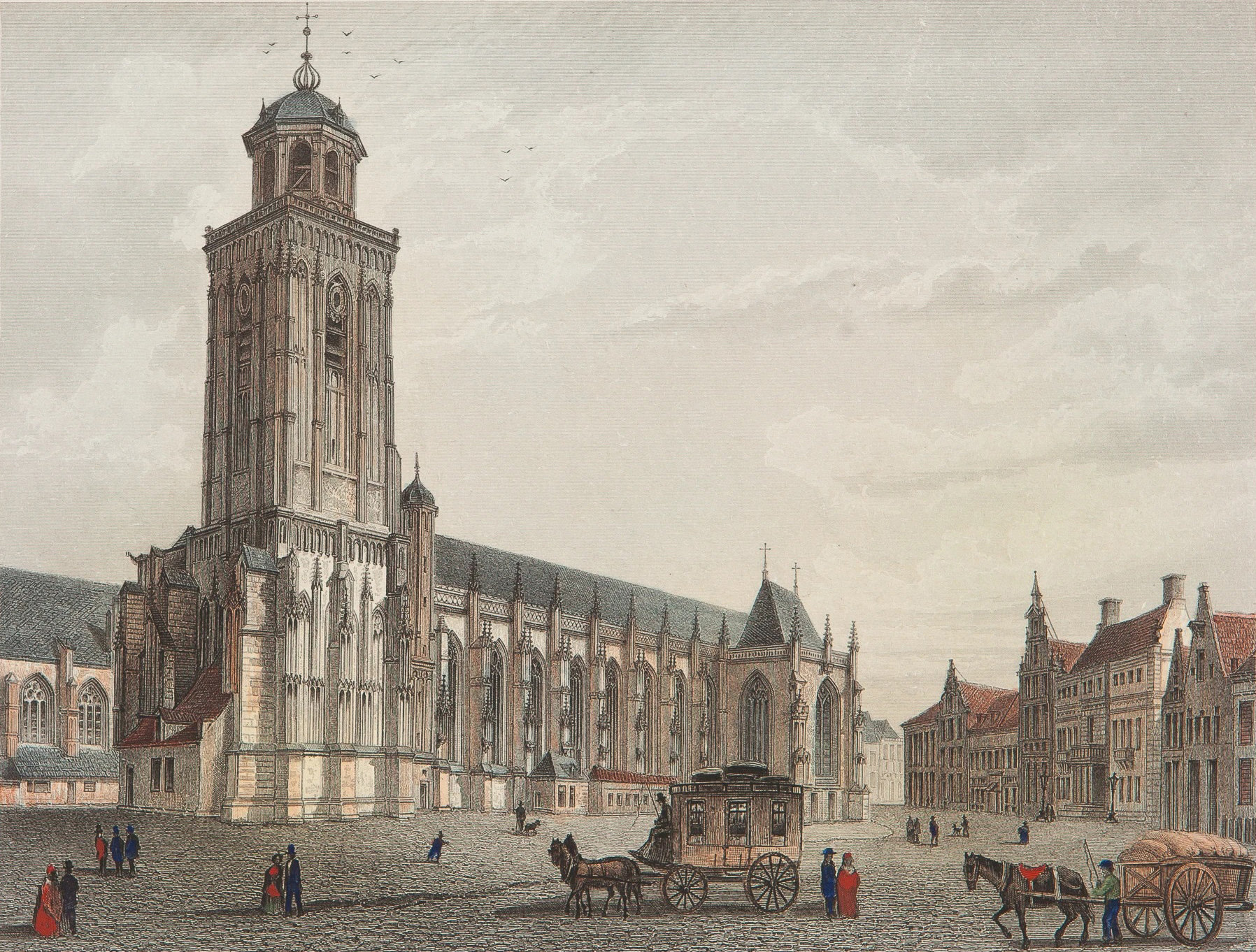
Het Grote Kerkhof in de tweede helft van de 19e eeuw, met links de Lebuinuskerk en rechts het stadhuis.

De ruimte was eeuwenlang in gebruik als kerkhof behorend bij de Lebuinuskerk. Waar de Brink het plein van handel was, vond rond het kerkhof het bestuur in zowel kerkelijk als stedelijk opzicht plaats. De Lebuinuskerk was de kapittelkerk van het Oversticht en de tweede helft van de 16e eeuw de kathedraal van het Bisdom Deventer. Achter de Lebuinuskerk bevond zich eveneens een parochiekerk, de Mariakerk.
Gedurende lange tijd, maar in het bijzonder in de 13e en 14e eeuw, vond ter ere van Lebuinus op zijn naamdag, 12 november, een processie op het Grote Kerkhof plaats waarbij zijn zilveren hoofd werd rondgedragen door twee kanunniken. Op 25 juni, de translatiedag van Lebuinus en bisschop Radboud, werd naast het zilveren hoofd van Lebuinus ook dat van Radboud rondgedragen. Wanneer 14 juli, de feestdag van Marcellinus van Deventer, op een zondag viel werd ook zijn hoofd rondgedragen door twee vicarii.
Op het kerkhof zijn door de tijden heen tienduizenden begravingen in meerdere lagen op elkaar gedaan. Het hof werd eeuwenlang omsloten door een kerkhofmuur, met aan de stadhuiszijde enkele doorgangen. Onder andere aan de zijde van de Grote Poot bevond zich een kerkhof- of duivelsrooster, dat naast loslopende dieren ook de duivel met zijn bokkenpoten van het kerkhof moest weren. Vanaf de woningen aan de Waterstraat, die met de rug naar het kerkhof stonden, liep een muur naar de hoek van de Mariakerk. Tot in de 16e eeuw was hierdoor het Sint-Lebuinuskerkhof gescheiden van het Lieve-vrouwenkerkhof. Omdat het kerkhof binnen de immuniteit van de kerk viel, vluchtten misdadigers soms naar deze plek, zoals in 1363 een knecht die een andere man had doodgestoken.

### Wereldlijke macht
Uiterlijk in de 14e eeuw werd het stadhuis aan de straat grenzend aan het Grote Kerkhof gebouwd. Tot op heden bevindt zich het stadhuis op deze plaats. Ook het provinciale bestuur – dat afwisselend samenkwam in de hoofdsteden Deventer, Zwolle en Kampen – had tijdelijk haar plaats op het Grote Kerkhof in het Landshuis.
De politieke betekenis van het plein komt onder meer tot uiting in protesten van diverse aard die er met enige regelmaat voor het stadhuis plaatsvinden. Ook de centrale dodenherdenking van de gemeente Deventer wordt jaarlijks op 4 mei op het plein gehouden.

### Stedelijke dynamiek
Het Grote Kerkhof was in de gedaante van kerkhof als relatief grote grasvlakte in de volle stad met smalle straten een ideale opslagplek waar onder meer marktkraamdoeken werden gedroogd en tijdelijk stenen werden bewaard. Hoewel het merendeel van de markten op de Brink en later ook de Nieuwe Markt plaatsvonden, werd ook het Grote Kerkhof door de tijden heen voor enkele markten gebruikt. In de 14e en 15e eeuw vond in en voor het wanthuis de handel in laken plaats. Tot na de Tweede Wereldoorlog werden er kippen- en eiermarkten gehouden. Ook handel in honden en de ganzenmarkt op de tweede dinsdag van november hebben mogelijk op het Grote Kerkhof plaatsgevonden. In het interbellum vond enkele jaren een zaterdagavondmarkt plaats. Daarnaast is het kerkhof gebruikt als pleisterplaats voor postkoetsen.
De jaarlijkse Zomerkermis heeft haar oorsprong in de kerkelijke festiviteiten; al eeuwen vindt de kermis op het Grote Kerkhof plaats. Deze breidde in de tijd uit naar de Nieuwe Markt en de Brink. Ook andere jaarlijks terugkerende evenementen in het centrum vinden deels plaats op het plein, zoals Deventer Op Stelten en de Deventer Boekenmarkt.

## Geschiedenis

### Middeleeuwen
Omdat er weinig tot geen onderzoek tot de diepste begraaflagen plaatsvindt, is niet met zekerheid te zeggen wanneer het begraven op deze plek begon. De oudste menselijke resten die zijn opgegraven op het kerkhofterrein direct ten zuiden van de Lebuinuskerk dateren uit de 10e eeuw. In de omgeving van de Grote Kerkhof zijn dertien graven gevonden die gedateerd zijn in het eind van de 8e tot het begin van de 9e eeuw. Daarvoor werd er ook op andere plekken begraven, maar vanaf toen zou het Grote Kerkhof gedurende enige tijd als enige begraafplaats in de omgeving van Deventer zijn gebruikt. Het kerkhof strekte zich verder oostelijk uit dan het huidige plein, wat wordt geconcludeerd uit het feit dat achter de pleinwand van het stadhuis ook sporen van graven zijn gevonden. Later kende Deventer weer andere kerkhoven en begraafplaatsen, zoals bij het Heilige Geest-gasthuis bij de Brink, de Broederenkerk en de Sint-Nicolaas- of Bergkerk.
In 1339 wordt er gesproken over het stadhuis (Domus Civitas). Het hiernaast gelegen Landshuis is een van oorsprong middeleeuws pand van voor 1337. In 1361 werd het vermeld als De Brunenberg, en in 1364 kwam het in eigendom van de stad die het als stadsherberg in gebruik nam.
Op de hoek met de Polstraat was het wanthuis gevestigd (eveneens van voor 1337), waarin laken werd opgeslagen alvorens te worden verhandeld. Hier vond waarschijnlijk ook de keuring van de wollen stof plaats. Het Deventer laken werd vooral verhandeld met de Bergenvaarders en was aanzienlijk goedkoper en waarschijnlijk kwalitatief minder dan het Hollandse laken uit onder meer Leiden. In de 14e eeuw vond deze handel ook op het Grote Kerkhof zelf plaats, wat echter als ongepast werd beschouwd. Deze handel werd zodoende verplaatst naar de Brink, waar ook de handel in andere producten plaatsvond. Handel bleef echter ook in het Wanthuis zelf plaatsvinden. Op de locatie van het huidige stadskantoor stond sinds de 15e eeuw een pand dat bekend stond als De Schuur. Op de begane grond van het pand hiernaast, Rijkenstijn, kregen Leidse kooplieden in 1444 voor hun textiel een eigen opslagruimte.
Halverwege de 14e eeuw werd de Duinpoort, als onderdeel van de dubbele stadsmuur, aan de zuidwestzijde van het Grote Kerkhof gebouwd.
De Latijnse School van Deventer verhuisde uiterlijk in de tweede helft van de 15e eeuw naar het Grote Kerkhof. Desiderius Erasmus werd hier van 1478 tot 1485 onderwezen. Tussen de Latijnse School enerzijds en het Stadhuis en Wanthuis anderzijds, op de hoek met de Polstraat, vestigde zich in 1485 de drukker Jacob van Breda. Samen met Richard Pafraet maakte hij Deventer tot een belangrijke drukkersstad.

### 16e tot 17e eeuw

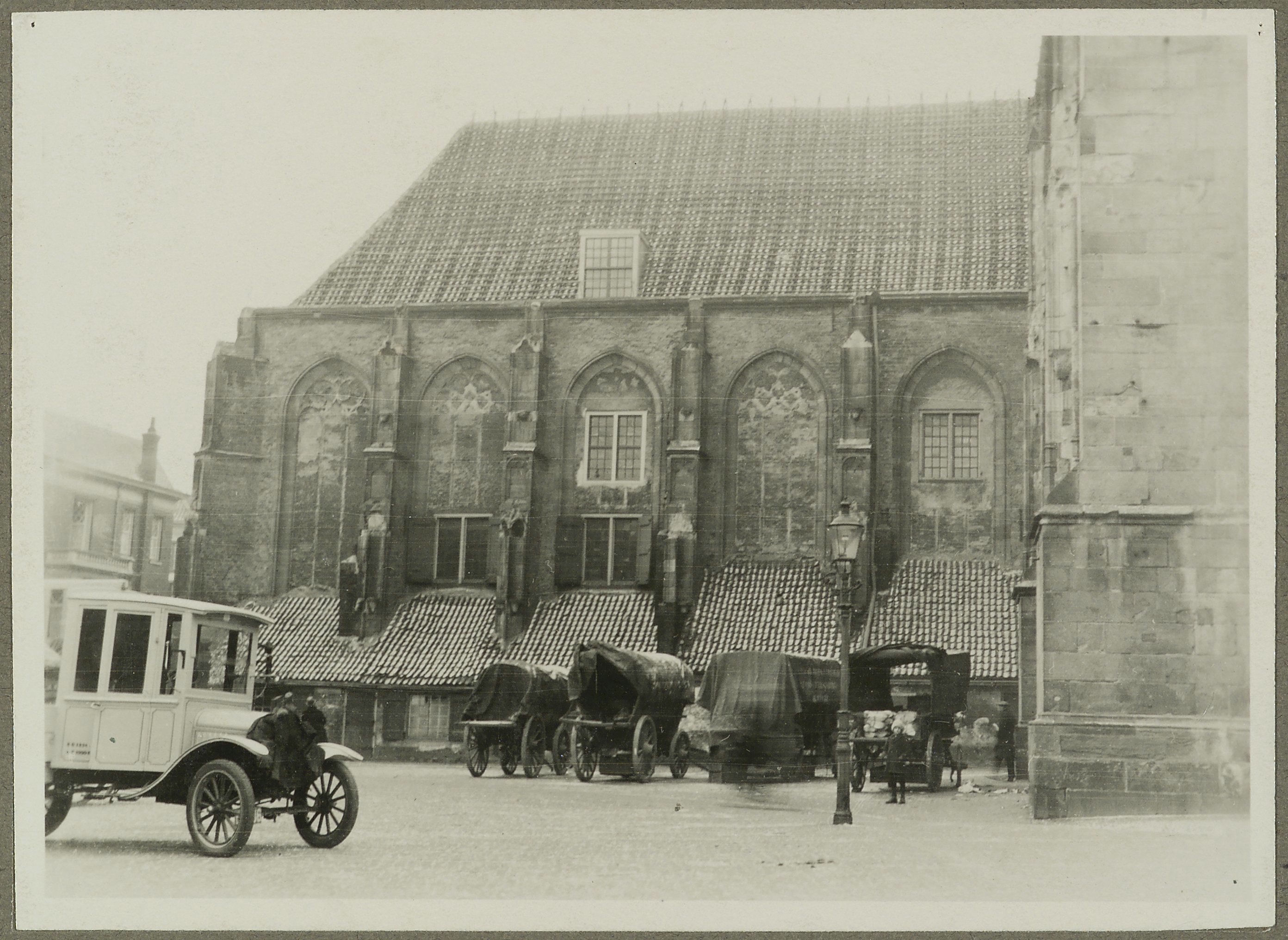
Maagdenhuisjes of stovenzettershuisjes tegen de zuidbeuk van de Mariakerk. Postkoetsen aan de voet van de Lebuinustoren en op de voorgrond een auto (foto 1929).

Aan het eind van de 15e eeuw en het begin van de 16e eeuw kreeg de 'kerkelijke' wand van het Grote Kerkhof grotendeels haar huidige vorm. De Romaanse torens van de Lebuinuskerk waren afgebroken om plaats te maken voor twee nieuwe torens. Uiteindelijk zijn alleen de huidige toren en een fundament voor de noordelijke toren gebouwd. In het begin van de 16e eeuw vonden ook de uitbreiding van de zuiderzijbeuk en de bouw van de muurhuisjes tegen de Onze Lieve Vrouwe- of Mariakerk plaats. In deze huisjes zouden alleenstaande vrouwen of weduwen gaan wonen die als stovenzetter aan de kerk verbonden waren. Om die reden worden de huisjes ook wel Maagdenhuisjes, Weduwenhuisjes, Stovenzettershuisjes of Stovenhuisjes genoemd. Ook tegen de zuidzijde van de Lebuinuskerk hebben muurhuisjes gestaan.
Tussen 1482 en 1551 verloor het Wanthuis zijn functie en werd het onderdeel van het stadhuis. In 1558 plaatste een van de schepenen voor het pand De Schuur een nieuwe gevel die geroemd zou worden om zijn voorkomen in renaissancestijl. Gisbert Cuper woonde hier in de tweede helft van de 17e eeuw in zijn tijd als burgemeester van Deventer. In zijn woning hing het vier meter brede doek Gezicht op Palmyra dat hij had laten schilderen door Gerard Hofsted van Essen.

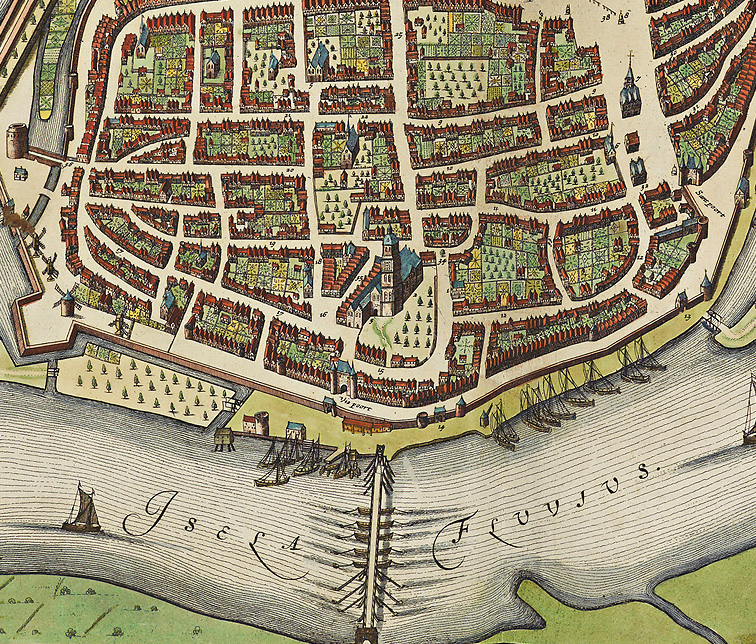
Uitsnede uit de kaart van Deventer rond halverwege de 17e eeuw, zoals verschenen in het Stedenboek Frederik de Wit. Rond het kerkhof staat een muur, de woningen aan de Waterstraat staan met de achterzijde naar het kerkhof en op het kerkhof staan bomen.

Bij het Beleg van Deventer in 1578 werden bij gebrek aan buskruit onder meer de lindebomen van het kerkhof gebruikt.
In 1632 werd de tussen het Stadhuis en De Schuur gelegen Stadsherberg  omgebouwd tot Landshuis, waarbij het voorzien werd van de geornamenteerde renaissancetrapgevel. Hiermee kwam het in gebruik van de Gedeputeerde Staten. Ook de provinciale griffie kreeg er haar plek.
Een van de laatste vermeldingen van begrafenissen op het Sint-Lebuinuskerkhof stamt uit het midden van de 17e eeuw. In dat jaar werd het kerkhof grotendeels geruimd om plaats te maken voor het grote aantal lijken als gevolg van een pestepidemie in 1655. In 1664 kreeg een gedeelte van het kerkhof voor het eerst de inrichting van een plein. In dat jaar werd de ruimte tussen het Stadhuis, de Lebuinuskerk en de Grote Poot volledig geplaveid; tot toen had hier enkel een straat aan de zijde van het Stadhuis gelegen. Ook werd de kerkhofmuur tegenover het stadhuis, tussen de Grote Poot en de Latijnse School, afgebroken en vervangen door een lager muurtje.
In 1693 kreeg het Stadhuis zijn statige voorgevel met bordes naar ontwerp van Jacobus Roman.

### 18e en 19e eeuw

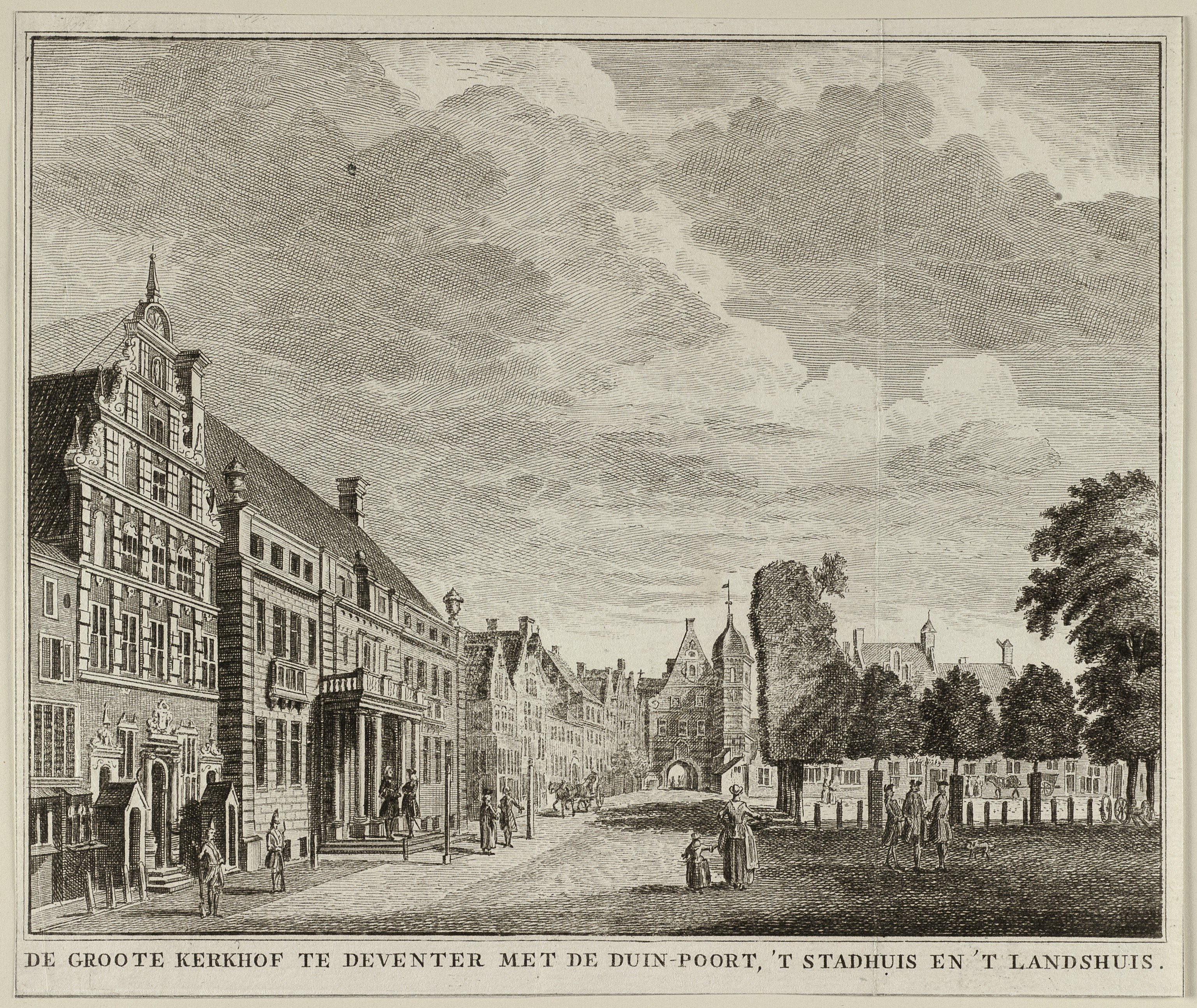
"De Groote Kerkhof" door Hendrik Spilman (18e eeuw), met v.l.n.r. het Landshuis, het Stadhuis en de Duinpoort.

De lage kerkhofmuur verdween uiterlijk halverwege de 18e eeuw en in 1832 werd ook de Duinpoort afgebroken.
Vanaf 1803 was in De Schuur de Groote Sociëteit gehuisvest. De vroege-renaissancegevel werd in 1862 afgebroken en vervangen door een gepleisterde 19e-eeuwse gevel. Op de sloop en de nieuwe gevel zou tot nog jaren erna grote kritiek worden geleverd. In 1870 kwam het pand na een ruil in handen van de Deventer Schouwburg, dat het pand als entree en foyer tot de achtergelegen schouwburg gebruikte dat in 1873 de deuren opende.
In 1889 werd op een verdieping van het Landshuis een collectie van onder meer munten en penningen geëxposeerd. Dit 'museum' was in 1856 opgericht en stond bekend als Kabinet van Merkwaardigheden, en ging in het Landshuis verder onder de naam Kabinet van Zeldzaamheden. Deze verzameling werd echter verwaarloosd en in 1913 beschikbaar gesteld voor het toen nieuw op te richten Museum De Waag aan de Brink.

### 20e en 21e eeuw

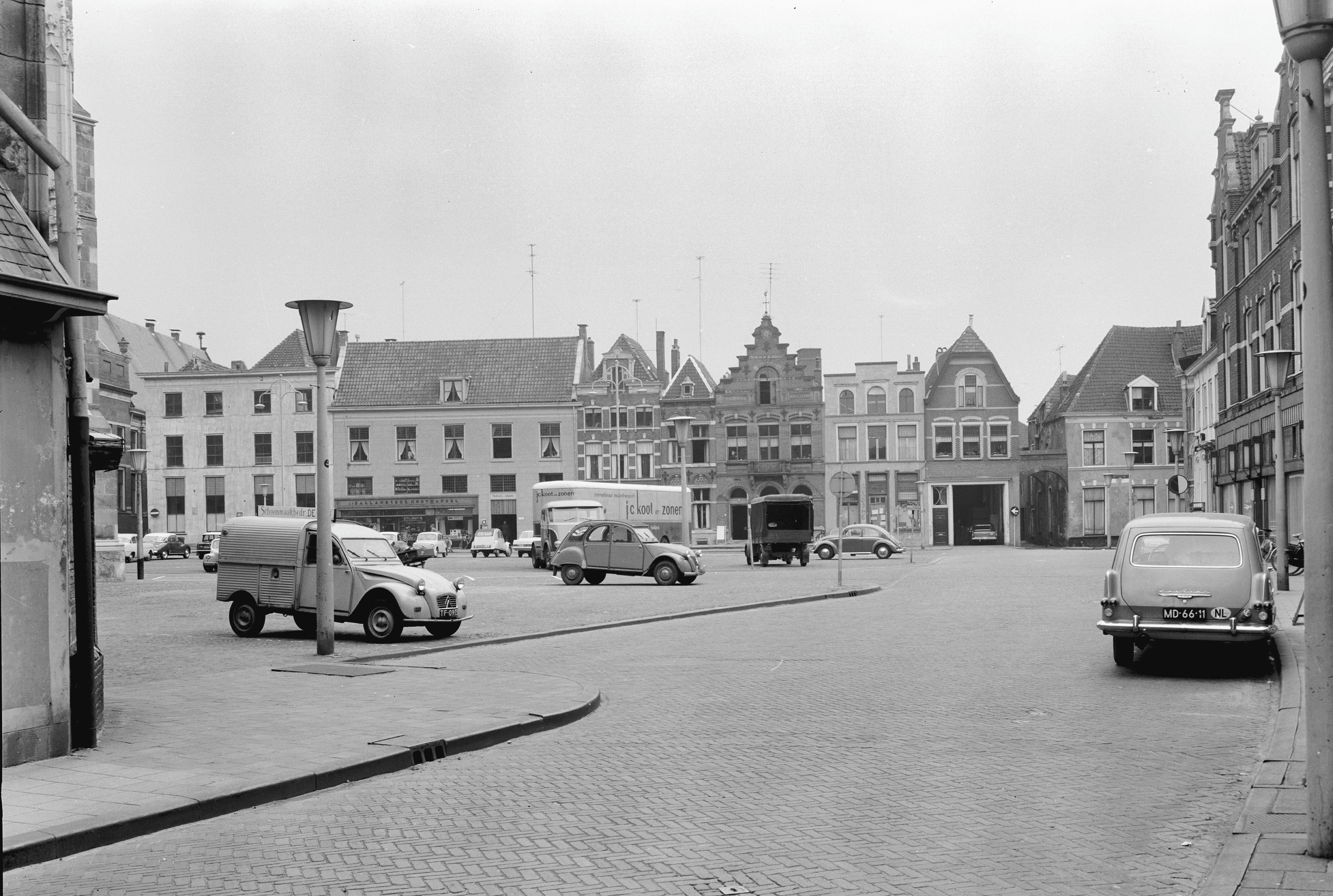
Het Grote Kerkhof in de jaren '60, ingericht als parkeerplaats.

De schouwburg kende direct na oplevering problemen, en werd in 1952 afgebroken. In 1954 opende de schouwburg op dezelfde plek in een geheel nieuw pand naar ontwerp van Jan Diederik Postma.
In de Tweede Wereldoorlog woonde de Joodse schrijfster Helma Wolf-Catz (1900-1979) met haar dochter Loeka met een frauduleus persoonsbewijs (zonder J) enige tijd in Hotel De Engel. Het restaurant op de begane grond was populair bij Duitse officieren. Toen haar dochter op een dag in de problemen kwam ontsnapte Helma door uit het raam te springen; later werden beiden verenigd en doken ze elders onder.

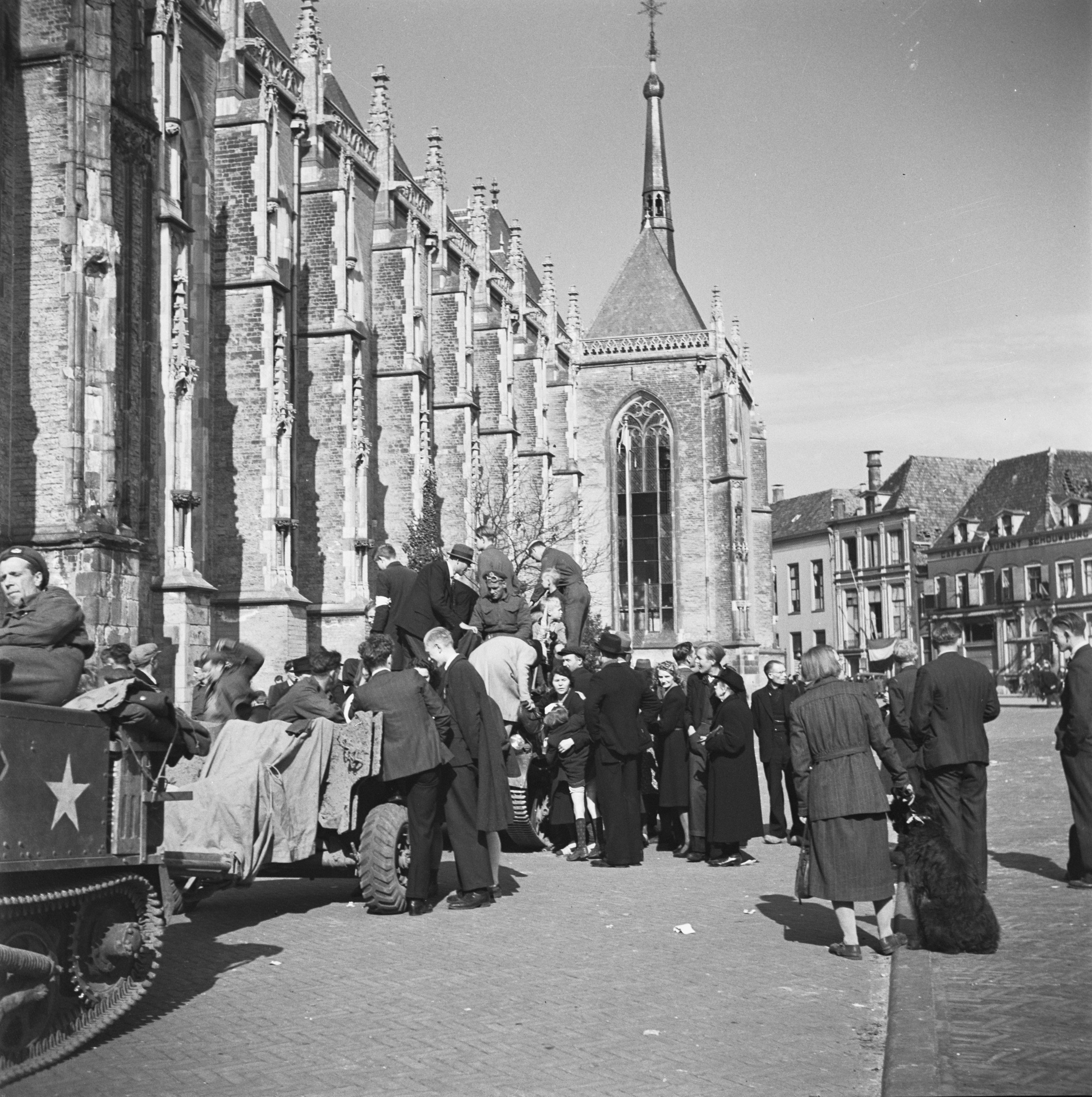
Bevrijding (april 1945) gevierd met de 3e Canadese Infanteriedivisie voor de Lebuinuskerk
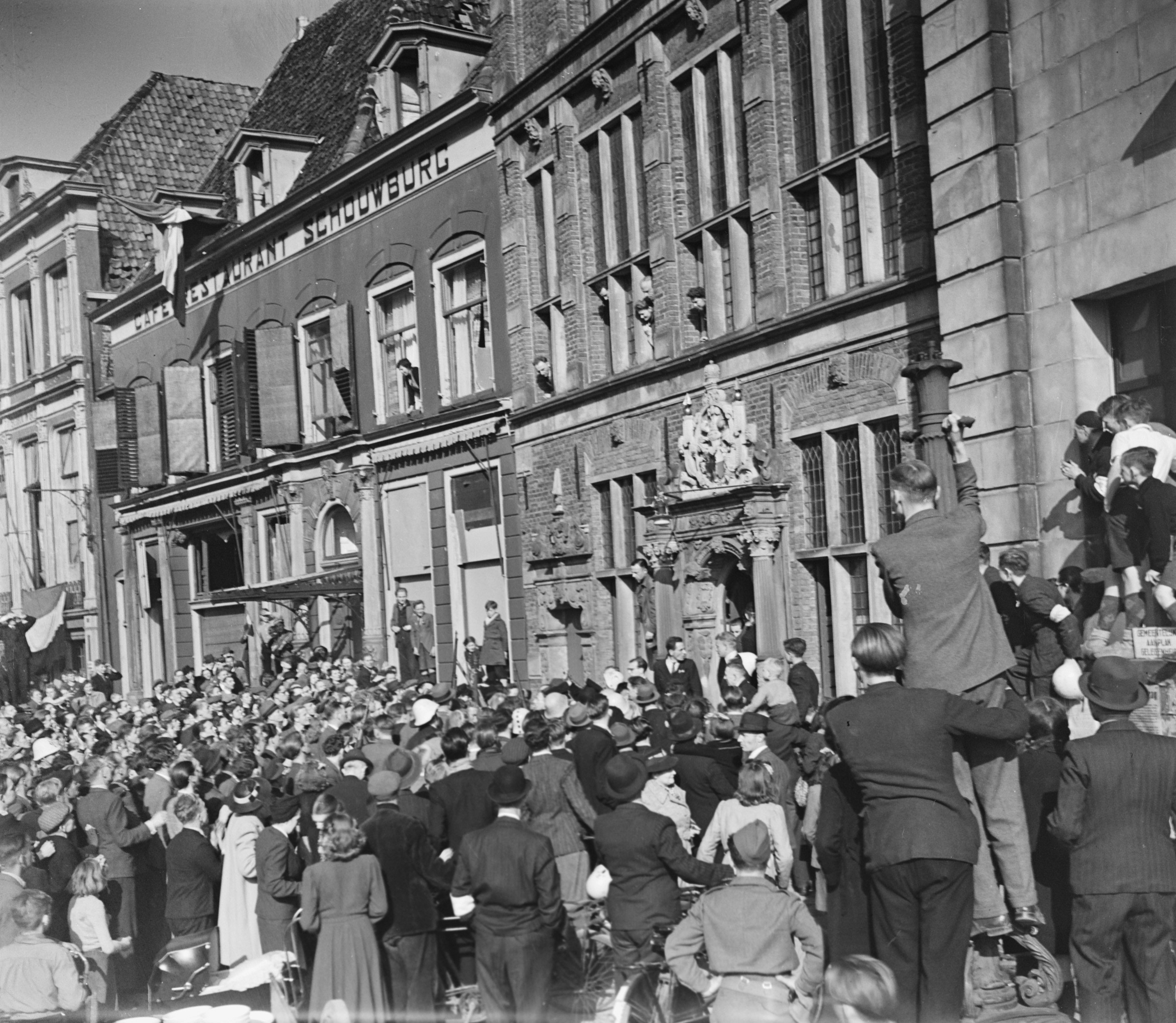
Bevrijding gevierd voor het stadhuis
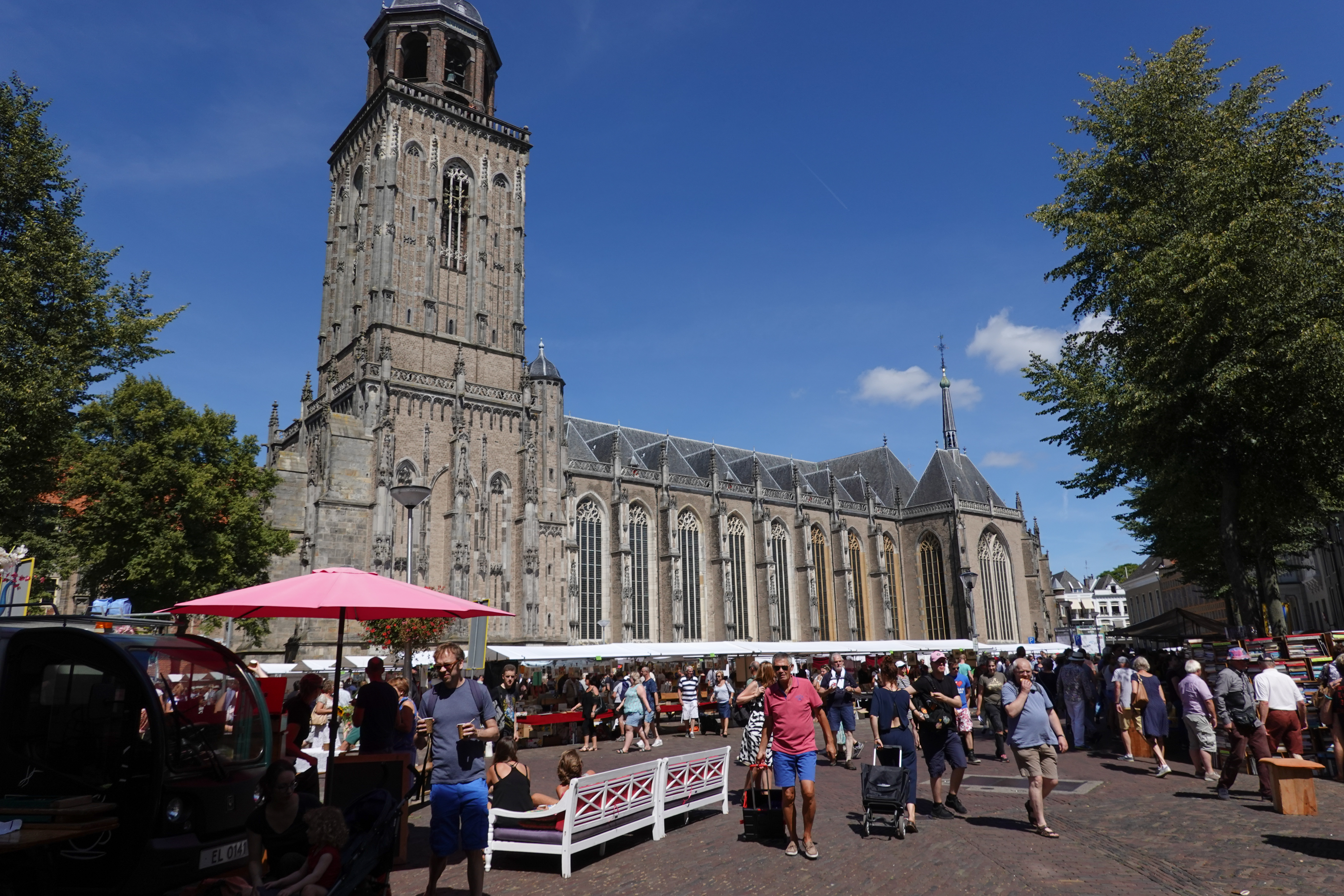
Deventer Boekenmarkt in 2018

Aan de voet van de Lebuinuskerktoren vonden tot nog na de Tweede Wereldoorlog kippen- en eiermarkten plaats. Het plein werd in de tweede helft van de 20e eeuw ingericht als parkeerplaats. In 1996 verhuisde de schouwburg naar de Leeuwenbrug tegenover het Deventer Station, waarop het gebouw in 2013 werd gesloopt. Op deze locatie werd in 2016 het nieuwe stadskantoor aansluitend op het Stadhuis gebouwd. Het plein werd in 2019 vrijgemaakt van autoparkeren, waarop de Gemeente Deventer opdracht gaf voor een nieuw ontwerp waarin ook de Nieuwe Markt, Stromarkt en de straten daartussen worden meegenomen, bestempeld als de Lebuinuspleinen. Op 28 mei 2022 werd het heringerichte plein officieel geopend.

## Gebouwen
- zuidelijke zijde voormalige Mariakerk met de maagdenhuisjes of stovenzettershuisjes
- Grote of Lebuinuskerk
- voormalig Athenaeum Illustre (zijgevel)
- Stadskantoor (2016), onderdeel van het stadhuiscomplex
- Landshuis (gevel 1632), onderdeel van het stadhuiscomplex
- Stadhuis van Deventer (gevel 1693)
- Wanthuis (niet meer als afzonderlijk pand herkenbaar, maar onderdeel van het stadhuis)
- voormalige drukkerij van Jacob van Breda
- voormalige Latijnse School
- poortje naar de Sint Jansstraat
- Koekbakkerij De Gekroonde Allemansgading (1839), neorenaissance[36]
- voormalig Hotel De Engel

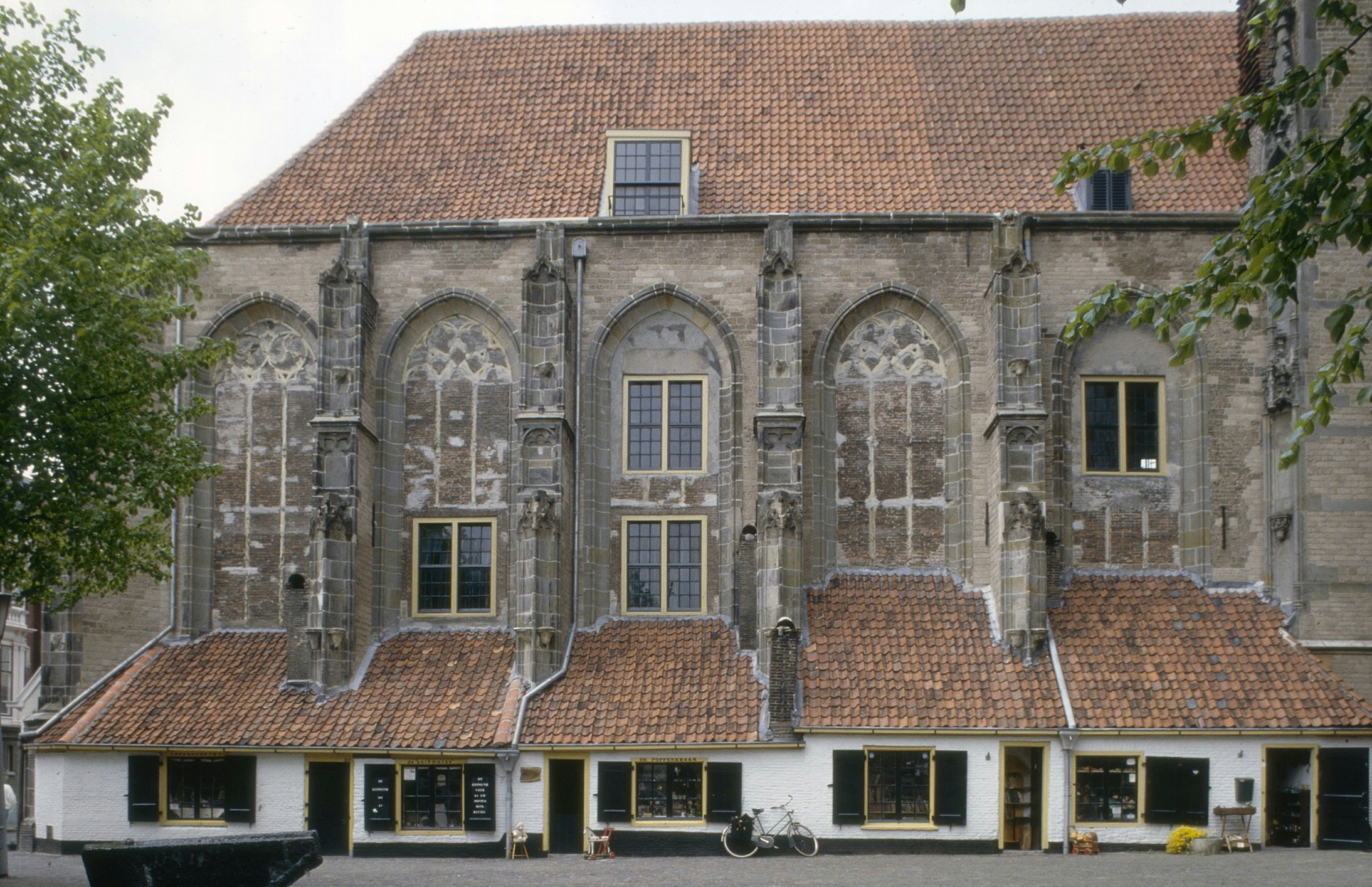
Maagdenhuisjes of stovenzettershuisjes tegen de zuidbeuk van de Mariakerk
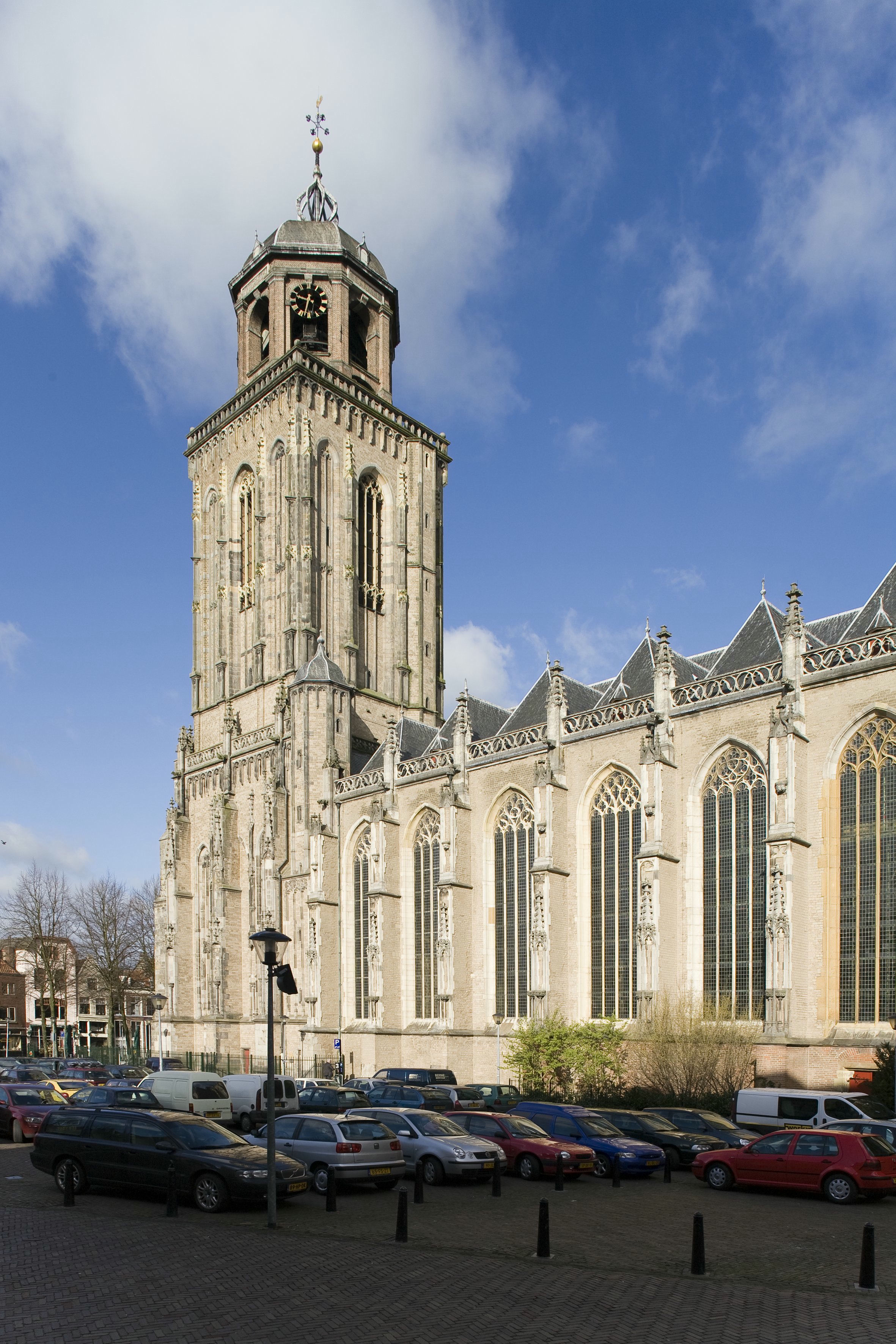
Lebuinuskerk
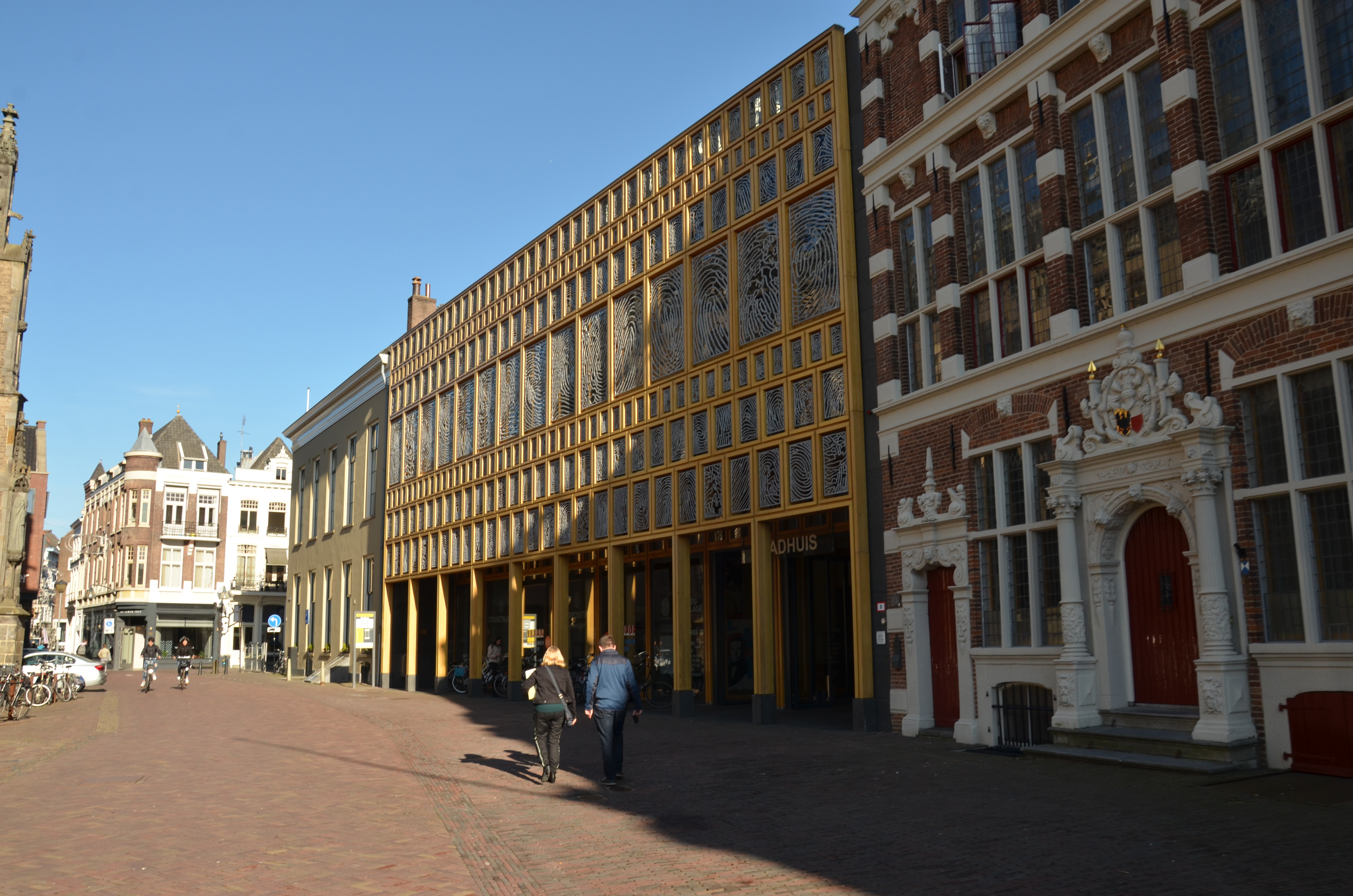
Stadskantoor
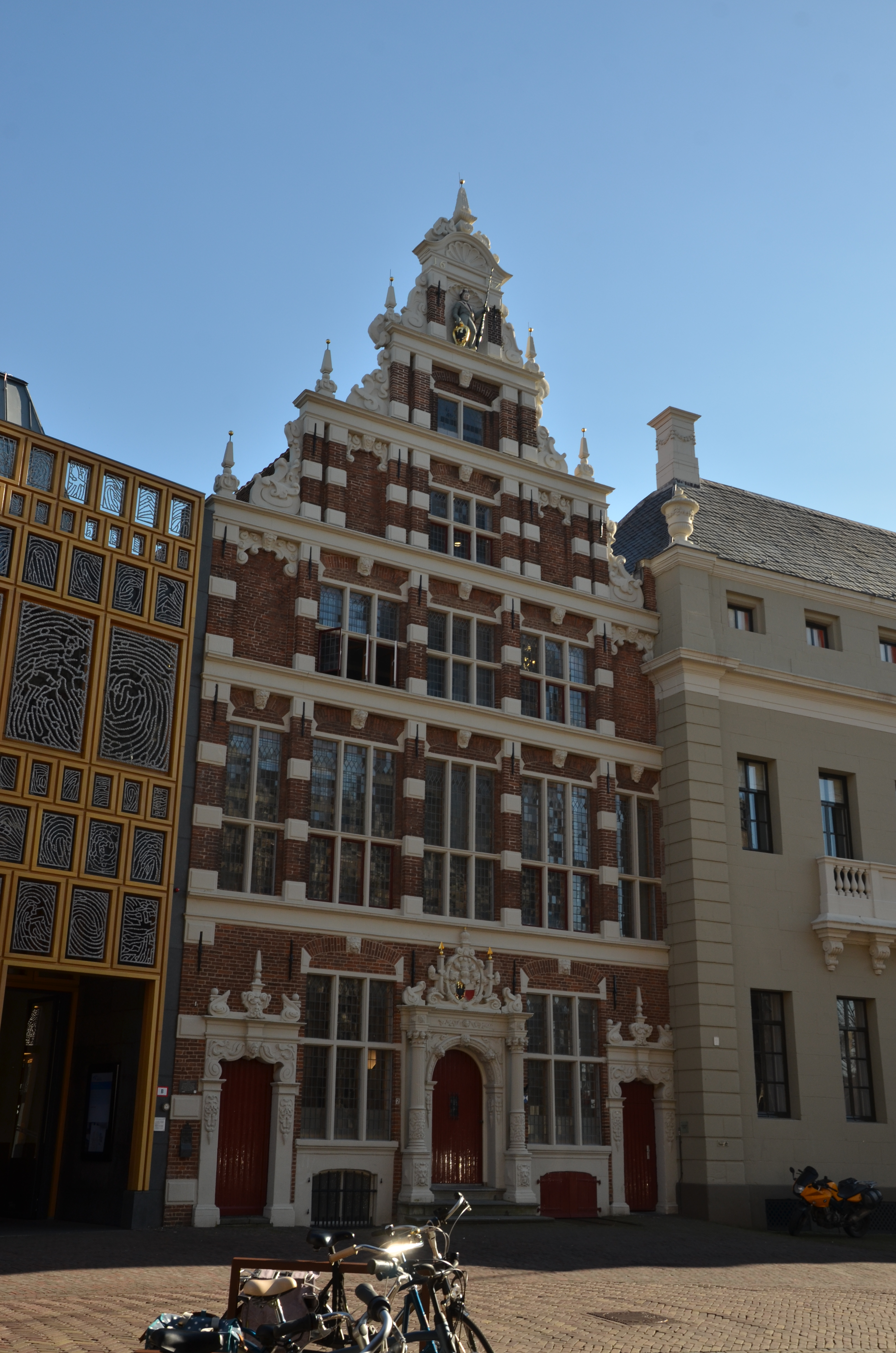
Landshuis
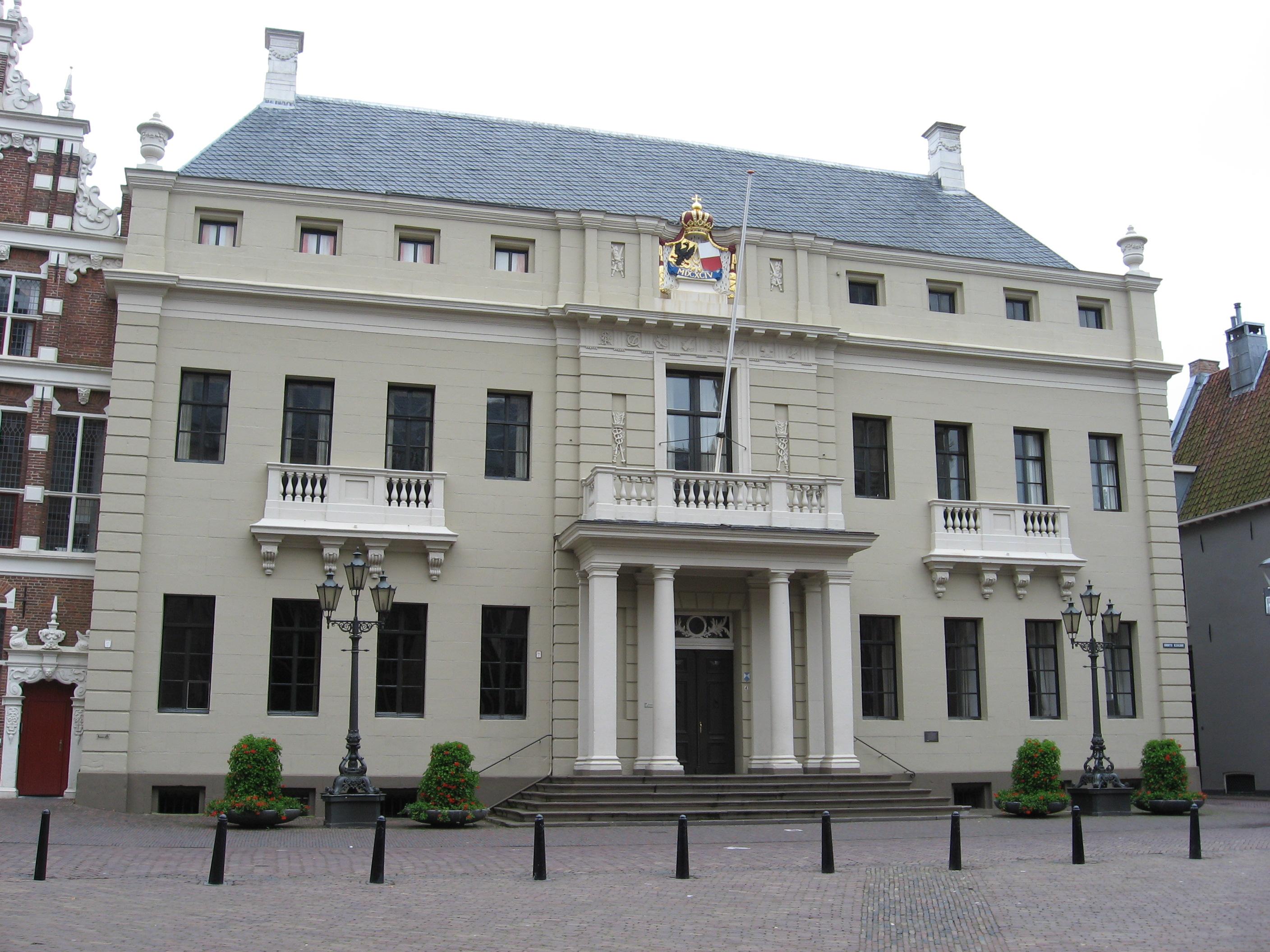
Stadhuis
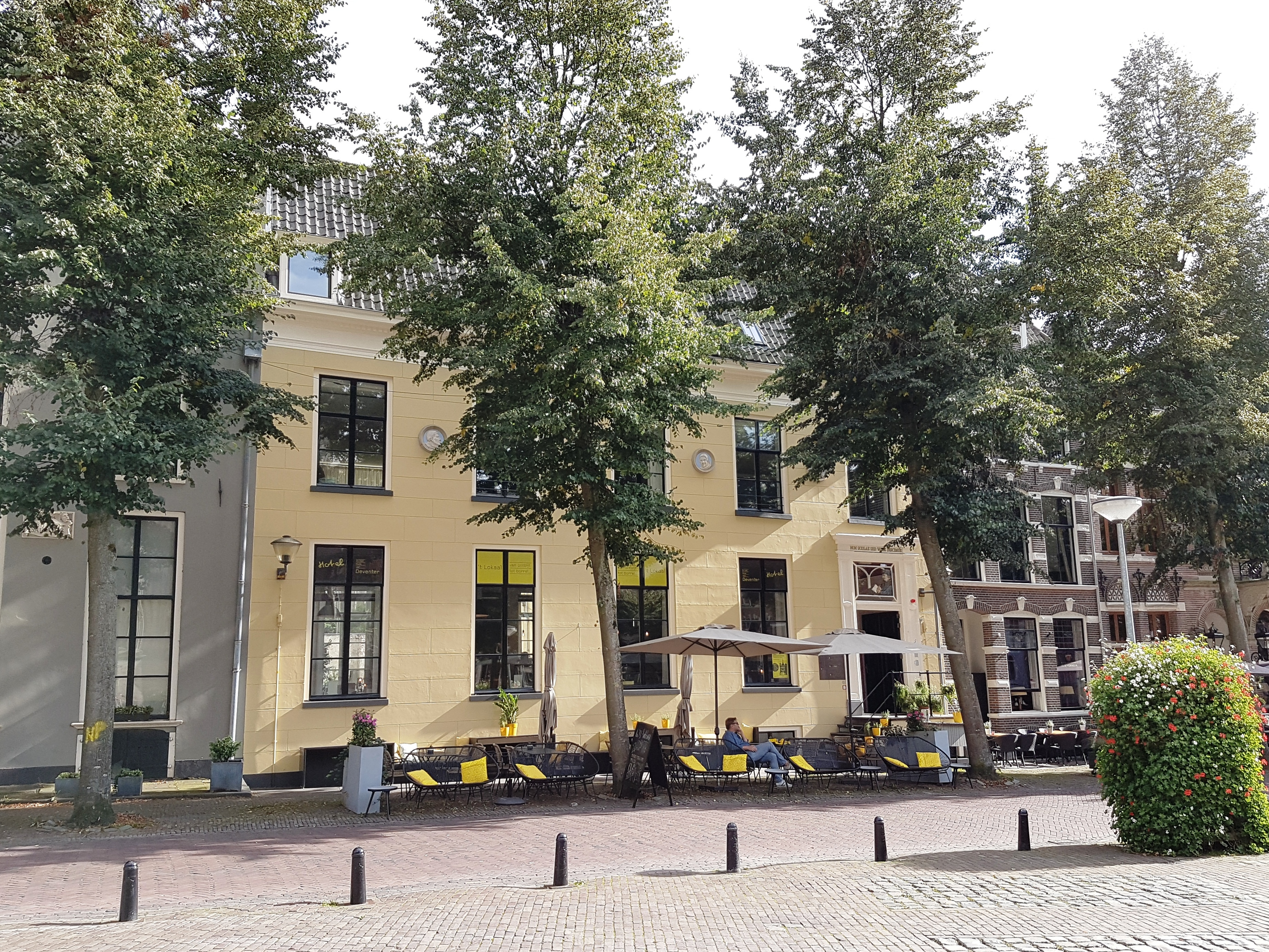
Latijnse School
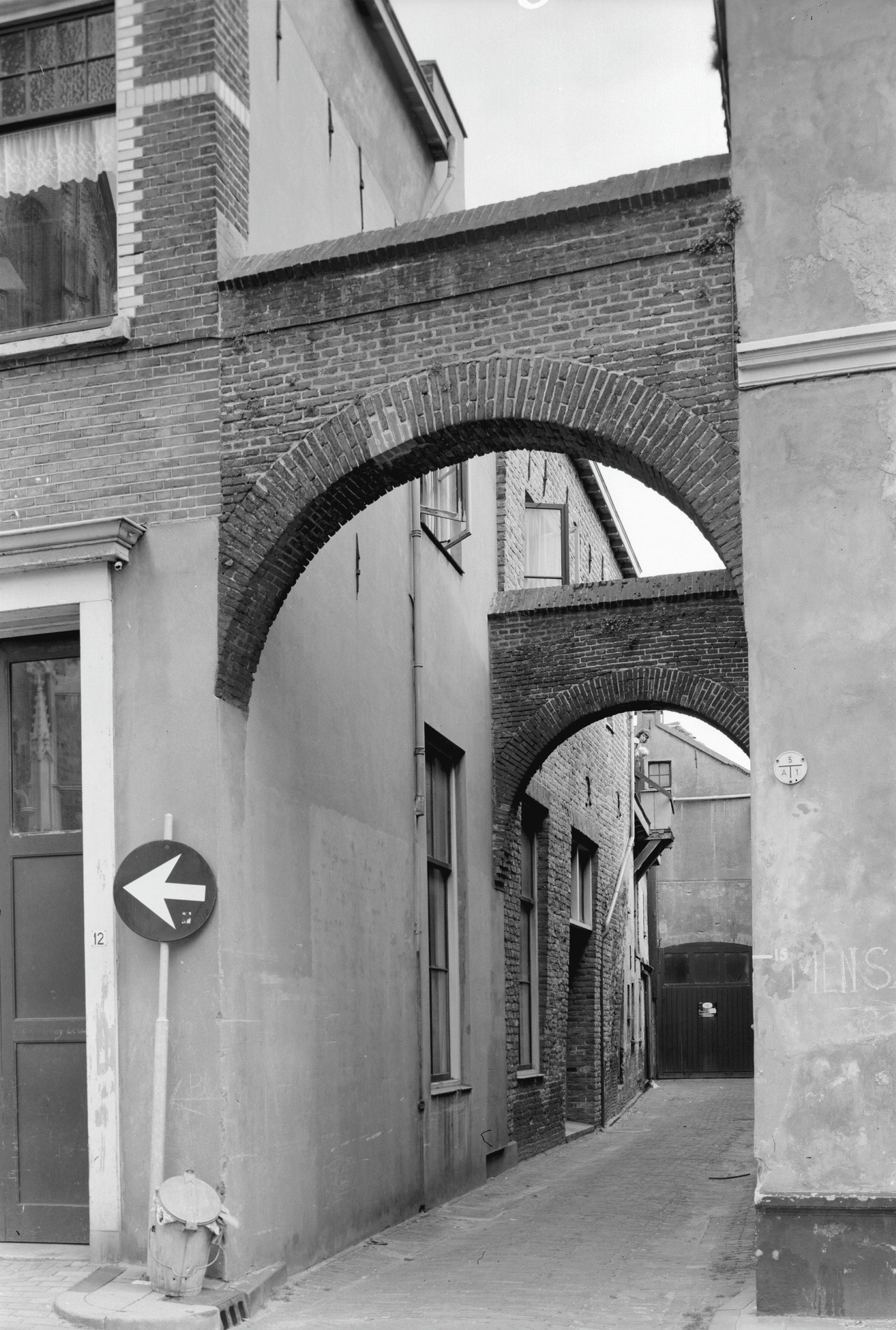
Poortje naar de Sint Jansstraat
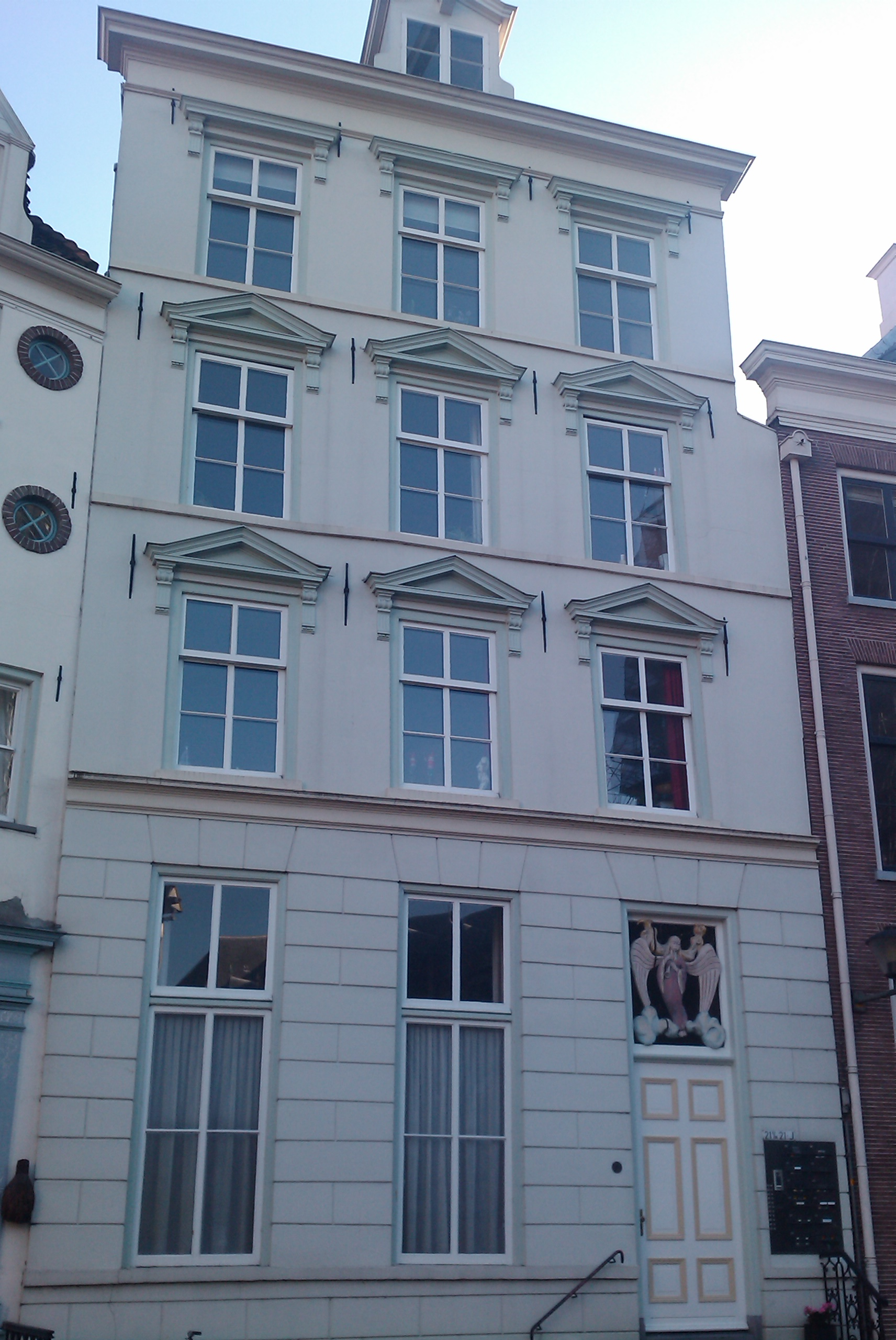
Hotel 'De Engel'

## Herdenkingsmonumenten, beelden en objecten
- Fontein (Jeannot Bürgi)
- Verzetsmonument (Dirk Wolbers)
- De Wachtende Moeder, oorlogsmonument Nederlands-Indië (Karoly Szekeres)
- Mensen, beeld ter nagedachtenis aan Johannes van Vloten (Hans Mes)

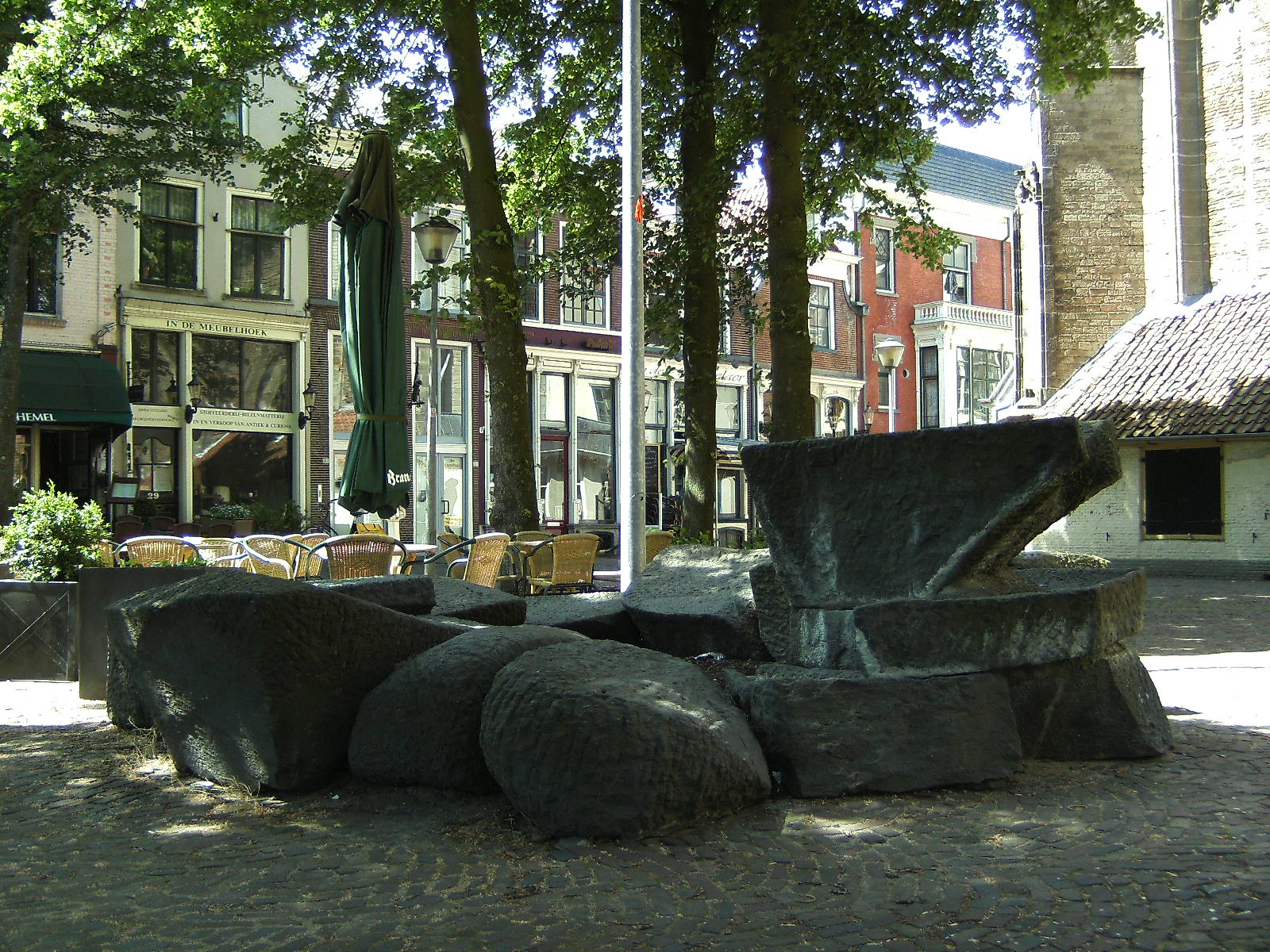
Fontein
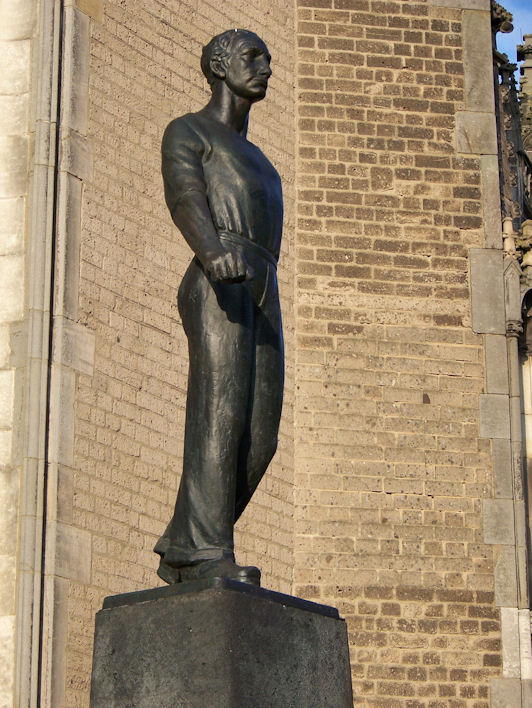
Verzetsmonument
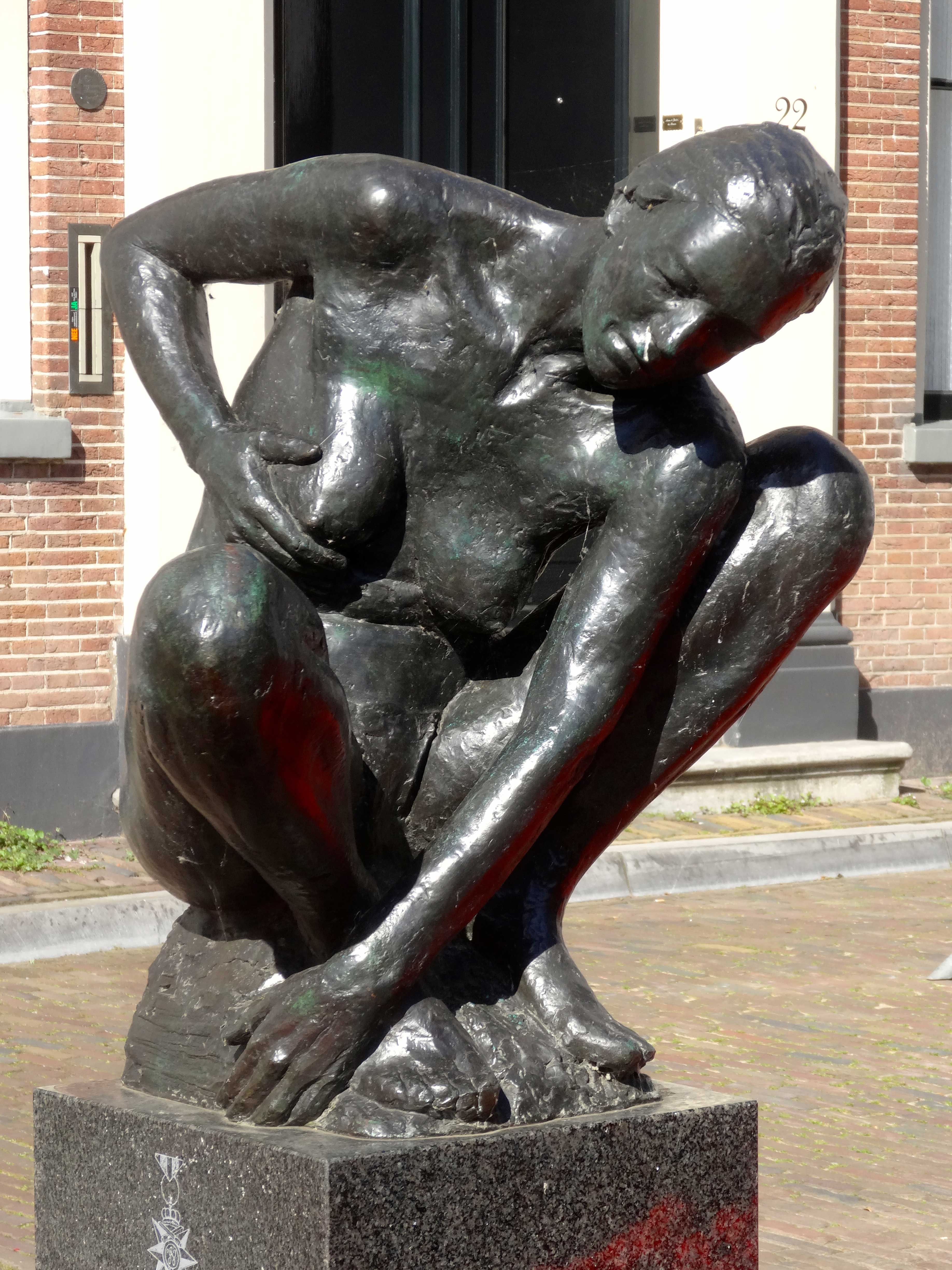
Indiëmonument, De Wachtende Moeder
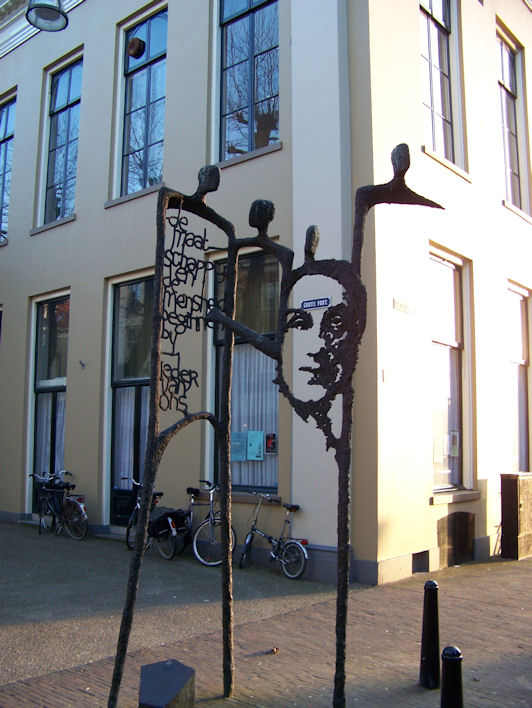
Monument Johannes van Vloten, Mensen